# Zeevetmuur
Zeevetmuur (Sagina maritima) is een eenjarige plant, die behoort tot de Anjerfamilie. 
Zeevetmuur staat op de Nederlandse Rode lijst van planten als zeldzaam en stabiel of toegenomen. De plant komt van nature voor in de kuststreken van het grootste deel van Europa, Noord-Afrika en Klein-Azië. Het aantal chromosomen is 2n = 28.
De iets polvormende plant wordt 3-10 cm hoog en heeft meestal roodbruine, kale stengels. De kale, stompe, lijnvormige tot langwerpige bladeren zijn vrij vlezig en hebben een tot bijna 0,2 mm lang stekelpuntje.
Zeevetmuur bloeit van mei tot in augustus met groene, 4-6 mm grote bloemen. De witte, zeer kleine kroonbladen ontbreken vaak. De 1,6-3 mm lange kelkbladen zijn stomp. De bloemsteel is na de bloei eerst halverwege gekromd, maar staat later weer rechtop.
De vrucht is een vierkleppige doosvrucht en heeft rechtopstaande, helmvormige kelkbladen met paarsachtige randen.
Zeevetmuur komt in de kuststreken voor op open plaatsen met vaak een wisselend zoutgehalte op zilte, droge tot vochtige, zandige of steenachtige grond.

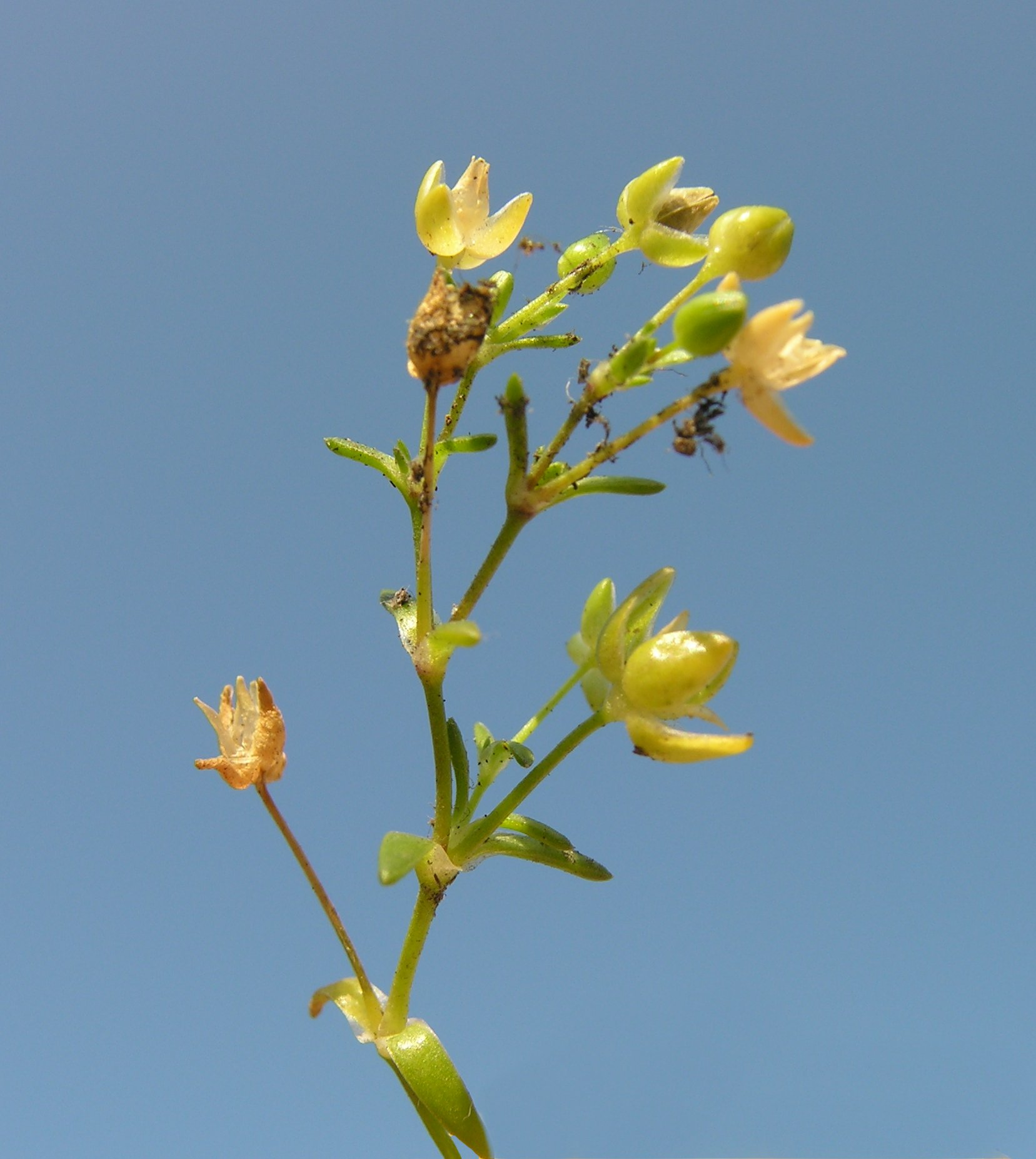
Bloeiwijze
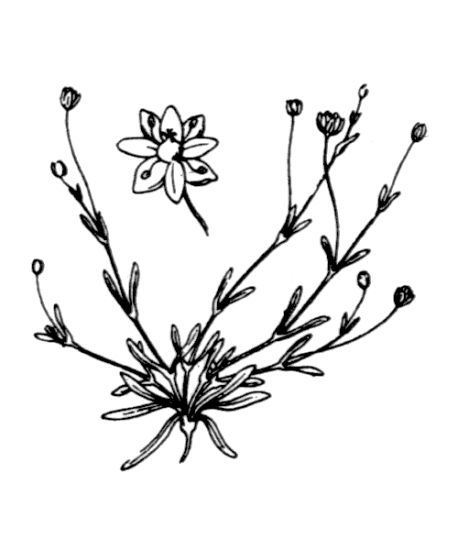
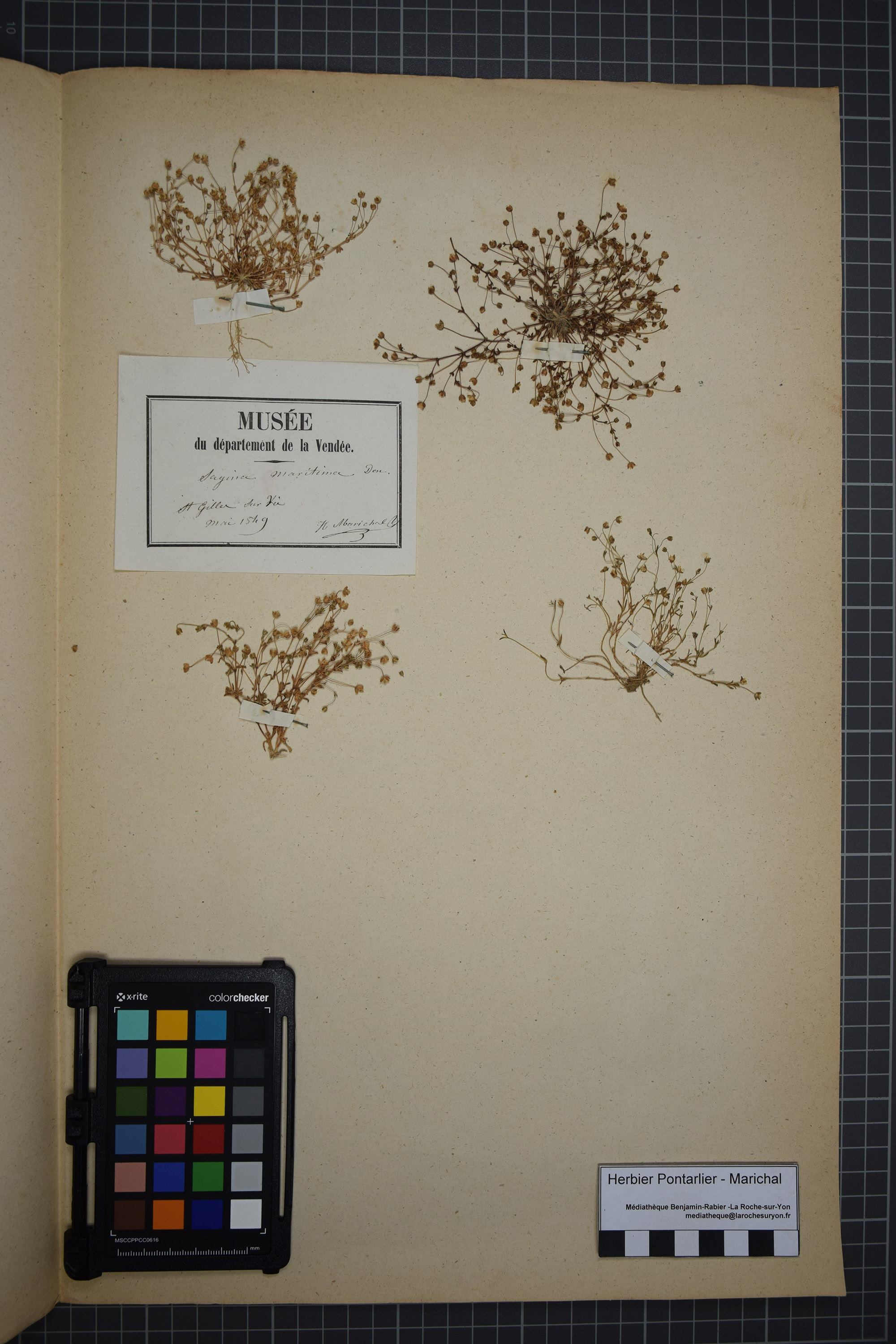